# Großenlupnitz
Großenlupnitz ist ein Ortsteil der thüringischen Gemeinde Hörselberg-Hainich im Wartburgkreis.

## Geographie
Großenlupnitz befindet sich etwa sieben Kilometer nordöstlich von Eisenach am Ufer der Nesse, der Ort liegt relativ geschützt in einer Senke. Großenlupnitz ist eine Nationalparkgemeinde des Nationalparks Hainich. Die Gesamtfläche der Gemarkung beträgt 16,15 km². Die höchste Erhebung befindet sich auf dem Kleinen Hörselberg (436 m ü. NN), zugleich der südlichste Punkt der Gemarkung. Der Ortsteil wird von dem Gewässer I. Ordnung Nesse von Ost nach West durchflossen, von Norden mündet die Böber in die Nesse.

## Geschichte
Die Flur des Ortsteils Großenlupnitz wurde bereits in ur- und frühgeschichtlicher Zeit von Menschen besiedelt. Archäologische Funde dokumentieren eine kontinuierliche Besiedlung seit der Jungsteinzeit.
In karolingischer Zeit bildete sich am Westrand des Thüringer Beckens die Großmark  Behringen, bestehend aus Wolfsbehringen, Großenbehringen, östlich davon Oesterbehringen und der westlich gelegenen Wüstung Westheim heraus; hier hatten Kloster Fulda und Kloster Hersfeld bereits im 8. oder frühen 9. Jahrhundert Schenkungen von Grundherren erhalten. Südlich an dieses Gebiet schloss sich die Mark Lupnitz mit Altenlupnitz (heute Wenigenlupnitz) und Großenlupnitz als Hauptorten an. Die erste urkundliche Erwähnung von Großenlupnitz erfolgte als Lupence am 13. März  779. Im Ort bestand zu dieser Zeit eine dem Hersfelder Kloster zugerechnete und den Heiligen Peter und Paul geweihte Pfarrkirche.
Im sogenannten Sachsenkrieg versammelten sich im Jahr 1075 auf einem Platz oberhalb des Ortes Großenlupnitz die Aufständischen aus Thüringen und Sachsen, um dem Reichsheer des Königs Heinrich IV. entgegenzuziehen. Die Kämpfe am 9. Juni 1075 wurden später als Schlacht bei Homburg an der Unstrut in den Chroniken erwähnt und endeten mit einer vernichtenden Niederlage der Aufständischen. Die auf dem Heerzug berührten Landstriche der Aufständischen am Süd- und Ostrand des Hainich wurden vom Reichsheer verwüstet und geplündert.
Ein Verzeichnis der Abgaben und Güter des Klosters Fulda belegt die Tuchherstellung in Lupnitz. Zu den Abgaben gehören neben Vieh, Getreide, Flachs und Wolle auch Brauholz. Der Gutshof des Klosters wurde einem Vogt übergeben, der auch die niedere Gerichtsbarkeit ausübte. Das Kloster Fulda ließ eine zweite Kirche am Ortsrand errichten, sie war dem Heiligen Bonifatius geweiht, und setzte dort ebenfalls einen Pfarrer ein.
1194 gehörte das Umland von Lupnitz zu den Besitzungen der Thüringer Landgrafen, sie erhielten jährliche Abgaben und Einkünfte. Das Kloster Frauensee erhielt 1222 vom Abt von Hersfeld die Pfarrei der Peter- und Paulskirche übergeben. 1236 verkaufte der Fuldaer Abt die Lupnitzer Mühle an das Frauenseer Kloster. Im 13. Jahrhundert wurden im Ort Lupnitz landgräfliche Ministerialen eingesetzt. Der in Urkunden erwähnte Hermann von Lupenze und seine Söhne Bertold und Heinrich übten ihr Amt im Steinhof gegenüber der Peter- und Paulskirche (Hinweis auf eine steinerne Kemenate) aus. Im Thüringer Erbfolgekrieg kam es erneut zu kriegerischen Auseinandersetzungen in der Region, die bisherigen Ortsadeligen sind noch bis 1274 nachweisbar, 1277 übernahmen die Herren von Wangenheim die niedere Gerichtsbarkeit im Ort. 1304 erwarb der zur Wangenheimer Familie gehörende Heinrich Lusse die Nutzungsrechte  auf eine Fischweide in der Nesse bei Großenlupnitz. 1357 wurde der bereits in Wenigenlupnitz ansässige Familienzweig der Herren von Erffa vom Landgraf Friedrich II. mit Gütern in Großenlupnitz belehnt.
Bedeutsam für die Ortsgeschichte war auch der 1414 erfolgte Verkauf aller Fuldaer Besitzungen um Lupnitz an die Kartause Eisenach. Die Kartäusermönche konnten bis 1498 das gesamte Dorf Großenlupnitz an sich bringen, da die Erffas 1492 ihre Besitzungen in Großenlupnitz an den Amtmann der Wartburg veräußert hatten. Doch schon 1503 verkauften die Kartäuser das Dorf an Kurfürst Friedrich den Weisen.
Aus dem 16. Jahrhundert stammen Berichte über eine erhebliche Zunahme von Überfällen auf der alten Geleitsstraße über den Künkel, 1550 waren dort mehrere Kaufleute erschlagen worden und zur Erinnerung setzte man an der Straße ein Gedenkkreuz.
Mit der Reformation wurden in Großenlupnitz die beiden Pfarreien vereinigt, man begann mit dem Schulunterricht. Im Dreißigjährigen Krieg hatte der Ort einen Großteil der Einwohner verloren. Nach einem Großbrand im Jahre 1648 blieben nur die Kirche, die Schule, eine Mühle und vier Gehöfte vom Feuer verschont. Die Nessebrücke wurde 1701 als Holzbrücke wiederaufgebaut, sie musste bereits 1750 nach einem Hochwasser erneuert werden. Von den beiden mittelalterlichen Kirchen war nur die Peter- und Paulskirche erhalten geblieben, das baufällige Gotteshaus wurde 1713 bis 1716 erneuert und am 3. November 1716 geweiht. Der neue Pfarrhof wurde 1725 fertiggestellt.
An einer von den flüchtenden napoleonischen Truppen im Spätherbst 1813 eingeschleppten Epidemie starben bis zum Frühjahr 1814 zahlreiche Einwohner. 1938 wurde am westlichen Ortsrand ein Massengrab mit den Überresten der Toten entdeckt. 1885 forderte eine Scharlach-Epidemie im Ort 28 Kinderleben.
Die Chaussee nach Eisenach wurde von 1825 bis 1827 als Staatsstraße ausgebaut.
Im 19. Jahrhundert wurde das zuvor eigenständige Gut Trenkelhof nach Großenlupnitz eingemeindet.
Die erste Postagentur wurde 1895 im Ort gegründet, 1897 wurde eine Telefon- und Telegrafenleitung nach Eisenach eröffnet.
Um die Jahrhundertwende hatte die Einwohnerzahl stark zugenommen, nun wohnten 864 Einwohner im Ort (mit Trenkelhof). 1912 wurde die Nessebrücke erneuert, man benutzte dafür Beton als Baumaterial.
Der Truppenübungsplatz am Kindel wurde 1936 angelegt, mit dem Geld konnte die Gemeinde eine 151 ha große Waldfläche vom Baron Klitzing aus Wenigenlupnitz erwerben. Das Gut Trenkelhof wurde 1941 von der Eisenacher Stadtverwaltung gekauft und nach Eisenach umgemeindet.
Die LPG-Typ I Justus Liebig wurde 1960 im Ort gegründet, später kam eine als Schweine- und Rindermastbetrieb gegründete LPG-Typ III hinzu – sie wurde LPG Nessetal genannt. Ab 1962 wurden zunächst die Schulklassen 7 und 8 in der Wenigenlupnitzer Schule unterrichtet, in die 1969 errichtete Zentralschule in Wenigenlupnitz wurden dann alle Kinder mit Schulbussen nach Wenigenlupnitz gebracht.
Am 25. Februar 1994 wurden Beuernfeld und Bolleroda nach Großenlupnitz eingemeindet. Am 1. Januar 1996 bildete Großenlupnitz zusammen mit vier weiteren Orten die neue Gemeinde Hörselberg, die am 1. Dezember 2007 zusammen mit Behringen in der jetzigen Gemeinde Hörselberg-Hainich aufging.

## Kultur und Sehenswürdigkeiten

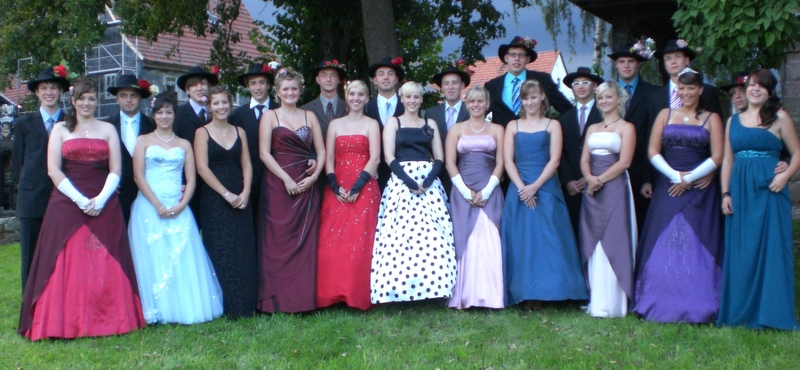
Kirmesgesellschaft Großenlupnitz 2010

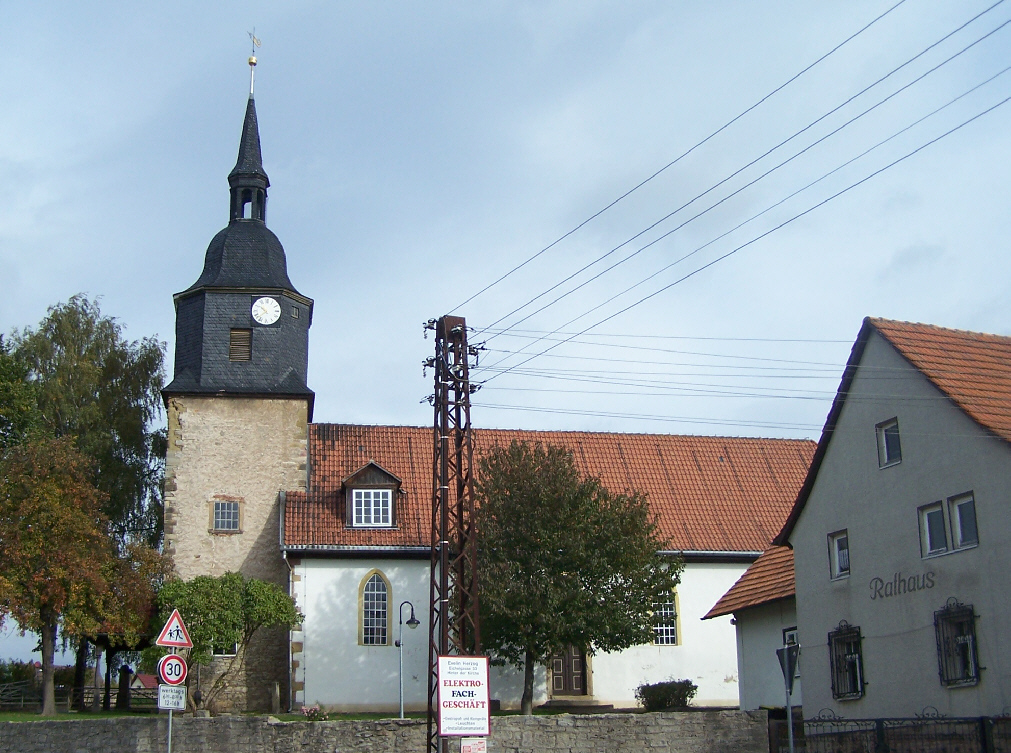
Die Peter-und-Pauls-Kirche

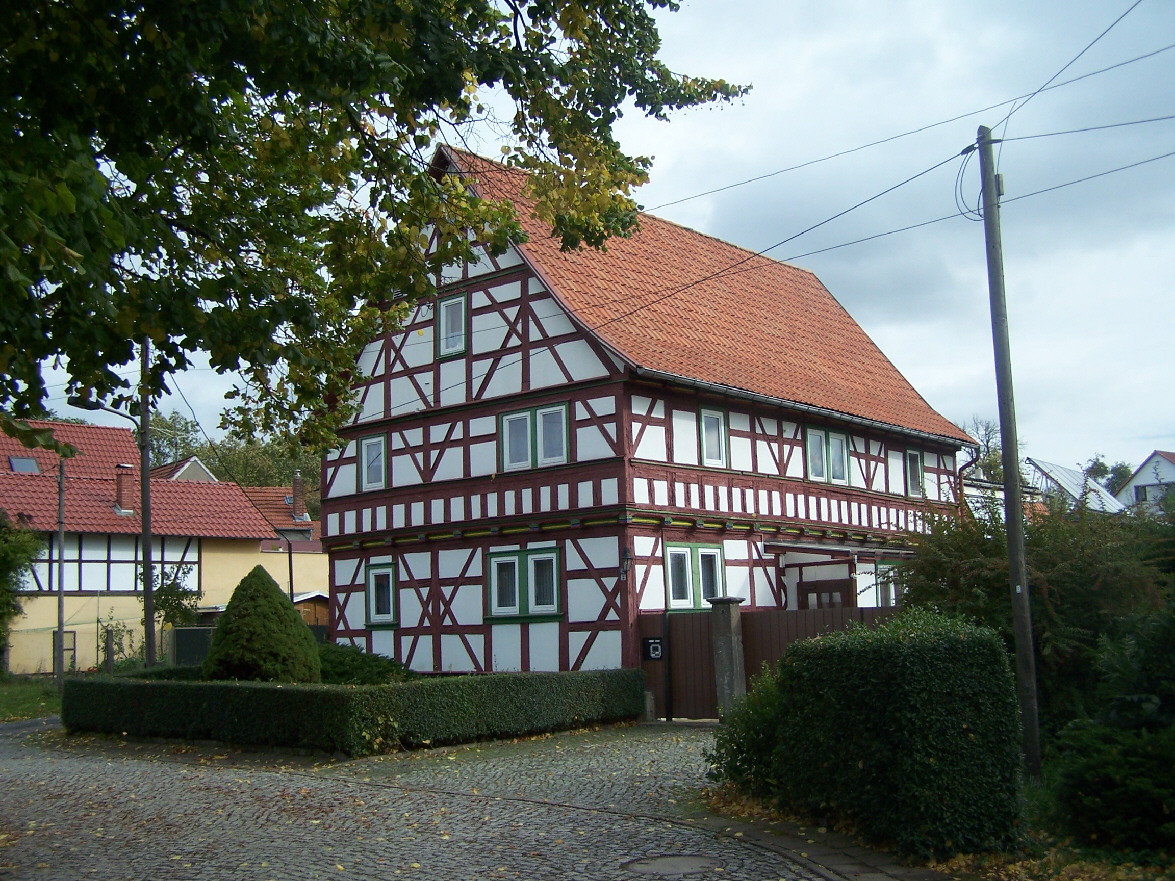
Fachwerkhäuser prägen das Ortsbild.

### Vereine
Im Ort gibt es einen Feuerwehrverein, einen Pferde- und Reitsportverein, Kleintierzüchter und den Schäferhundeverein Nessetal.
- Großenlupnitz besitzt einen der traditionsreichsten und ältesten Kirchenchöre im Wartburgkreis. Der Kirchenchor St. Peter und Paul entstand nach dem Dreißigjährigen Krieg und sollte den protestantischen Gottesdienst musikalisch untermalen. Die Sänger traten auch bei Hochzeiten, Jubiläen und Kirmesfeiern auf.
- Der Männergesangsverein wurde am 18. Januar 1880 gegründet. Der Verein organisierte 1901 ein großes Liederfest und war Mitbegründer der „Großenlupnitzer Liedertafel“. Das 80. Sängerfest wurde 1960 im Park des damaligen Kinderheimes in Wenigenlupnitz abgehalten. Aus Altersgründen sinkende Mitgliederzahlen führten zum Zusammenschluss mit dem Wenigenlupnitzer Männergesangsverein der auch Sänger aus Melborn und Ettenhausen übernahm.
- Der Frauenchor Nessetal e. V. wurde im Herbst 1979 von sechs Frauen aus den Orten des Nessetales gegründet und wuchs in den Folgejahren auf mehr als 20 Sängerinnen an.

### Kirmes
Seit 2004 findet an jedem letzten Wochenende im August eine Zeltkirmes auf dem örtlichen Fußballplatz statt. Hierbei wird zu Kirmesgottesdienst, Festumzug, Tanzveranstaltungen und anderen Aktivitäten eingeladen. Organisator des Festes ist die Kirmesgesellschaft Großenlupnitz e. V., die dieses Dorffest mit Unterstützung ortsansässiger Sponsoren ausrichtet.

### Maienfest
Seit einigen Jahren wird in Großenlupnitz alljährlich ein Maienfest gefeiert. Das Wort „Maien....“ im Namen hat hierbei nichts mit dem Monat Mai zu tun, weshalb es auch kein Terminverstoß ist, dass das Fest immer Anfang Juni stattfindet. Der Termin richtet sich nach der Feldarbeit, und am ersten Juniwochenende war die Heumahd geschafft und das Rübenhacken durch – da hatten die Bauern Zeit für ein Päuschen und konnten ein Frühlingsfest veranstalten. Ähnlich wie zur Kirmes gibt es Tanzveranstaltungen im Festzelt und weitere Aktivitäten.

### Sehenswürdigkeiten
Der Höhenzug der Hörselberge mit dem zur Gemeinde gehörenden Kleinen Hörselberg sind ein beliebtes Wanderziel in Westthüringen. Das am Südrand des Nationalparks Hainich entstandene Areal mit dem Silbersee ermöglicht ganzjährige Naturbeobachtungen. In der Ortslage befinden sich zahlreiche denkmalgeschützte Fachwerkhäuser. Die Peter-und-Pauls-Kirche ist die Pfarrkirche des Ortes. Das Gebäude der ehemaligen Mühle wird gegenwärtig nach jahrzehntelangem Verfall restauriert. Im Ort gibt es mehrere Pferdezüchter, die sich zu einem Reitverein zusammengeschlossen haben. Die markante 250 bis 300 Jahre alte Linde am Steinhoeck wurde 1966 als Naturdenkmal ausgewiesen.

## Verkehr
Durch die Gemarkung führt die Bundesstraße 84 sowie die Bundesautobahn 4, welche hier die Anschlussstelle Eisenach-Ost hat.

## Persönlichkeiten
- Otto Schiek (1898–1980), Politiker der KPD
- Dieter Heering (* 1937), Polizeipräsident von 1983 bis 1987 in Hamburg